# Juan Jiménez Regules
Juan Jiménez Regules (ur. 4 lutego 1989 w m. Meksyk) – meksykański wioślarz.

## Osiągnięcia
- Mistrzostwa Świata Juniorów – Amsterdam 2006 – czwórka podwójna – 21. miejsce[1].
- Mistrzostwa Świata – Poznań 2009 – czwórka podwójna wagi lekkiej – 5. miejsce[1].